# Девабанд
Девабанд (хинди देवबंद, урду دیوبند‎, англ. Deoband — Деобанд) — город и муниципалитет в округе Сахаранпур, штат Уттар-Прадеш, Индия, расположенный в 150 км от Нью-Дели. Население — 161 706 (2001).
Будучи расположен в верхнем районе Доаб штата Уттар-Прадеш, город окружён густыми лесами, в которых по индийской мифологии жило божество Дурга (по одной версии название города произошло от «Деви-ван», 'божественный лес').
В городе находится крупнейший исламский учебный центр «Дар уль-Улюм Деобанд» (англ. Darul Uloom, «Обитель знания»), основанный в 1866 году занимающий в неофициальном рейтинге мусульманских учебных заведений мира второе место после известного университета «Аль-Азхар» в Каире.